# Ectropis prospila
Ectropis prospila är en fjärilsart som beskrevs av Louis Beethoven Prout 1916. Ectropis prospila ingår i släktet Ectropis och familjen mätare. Inga underarter finns listade i Catalogue of Life.